# Lomographa epixantha
Lomographa epixantha là một loài bướm đêm trong họ Geometridae.